# Загреков, Николай Александрович
Николай Александрович Загреков (нем. Nikolaus Sagrekow; 1897, Саратов — 1992, Берлин) — русский и немецкий художник и архитектор, представитель направления «новая вещественность».

## Биография

### Российский период
Родился в семье саратовского юриста Александра Николаевича Загрекова (1870—1905) и его жены Марии Петровны, урождённой Токаревой (1870—1936). В семье также воспитывались брат Борис и сестра Наталья.
Начальное образование получил в Саратовском Александро-Мариинском реальном училище. Учился в Саратове в Боголюбовском рисовальном училище в классе Ф. М. Корнеева (1914—1918) и в Высших свободных государственных художественных мастерских (СВОМАС) у А. Е. Карева и профессора А. И. Савинова (1918—1921). Получив в 1919 году звание учёного рисовальщика, женился на поволжской немке Гертруде Галлер, что оказалось важным для его дальнейшей жизни.
Продолжил обучение в Москве во ВХУТЕМАС в мастерской П. П. Кончаловского и И. И. Машкова, здесь же получил основы архитектурного образования (1919—1921). В конце 1921 для продолжения учёбы вместе с женой уехал в Германию. Остался там до конца жизни.

### Немецкий период
В Берлине в 1922—1925 гг. учился в Профессиональном училище искусства и ремесла (Gewerbeschule für kunst und Handwerk) у профессора Гарольда Бенгена, затем с 1925 по 1933 гг. преподавал там же портретную живопись и обнажённую натуру.
Период творческого расцвета художника приходится на конец 1920-х — начало 1930-х годов. В начале 1920-х годов художник подписывает свои произведения Nikolai Sagrekoff, позже он изменит подпись на Nikolaus Sagrekow. Он участвует во многих художественных выставках в Берлине, Мюнхене, Париже, Вене; экспонент выставок Прусской Академии художеств, Мюнхенского и Берлинского Сецессионов, Союза берлинских художников. Работы этого периода — «Девушка с рейсшиной» (1929), «Ритм труда» (1927) — имеют нечто общее с советской живописью 1930-х гг. (Александр Дейнека и проч.).
В 1929 Загреков стал действительным членом Союза берлинских художников. В 1930 выставлял работу «Ритм труда» в ратуше Шарлоттенбурга и подарил эту картину мэру Берлина (во время войны произведение погибло). 
В 1933 художник был уволен из училища без объяснения причин в связи с «чисткой кадров» по национальному признаку. В 1934—1944 преподавал в частной школе живописи в Зименштадте, возглавляемой художником Ойгеном Шпиро. После вынужденной эмиграции Шпиро из Германии в 1937 стал директором школы и руководил ею вплоть до 1944 года.
В 1930-е поддерживал связи с родиной, переписывался с семьей, друзьями и наставниками, оставшимися в России. В 1936 получил известие об аресте брата Бориса и смерти матери, после чего прекратил переписку со своими родными в СССР, испытывая страх за их жизнь.
С 1938 по 1944 год Загреков входил в группу художников «Inselgruppe» (Островная группа), не выставлявшихся при нацизме. В группу также входили Карл Хофер, Макс Пехштейн, Эрнст Фриш, Вилли Экель и Альберт Клатт.

### Послевоенный период
С приходом в Берлин Советской армии в доме художника в районе Шпандау расположилась советская комендатура; он получил заказ на исполнение 12 портретов маршалов, в том числе Г. К. Жукова и К. К. Рокоссовского. После разделения Берлина район Шпандау с его жителями отошёл к западному сектору. В 1952 году Загреков получил немецкое гражданство. В том же году он становится заместителем председателя Союза берлинских художников на долгие годы и его почётным членом.
В 1960—1970 годы Загреков — свободный художник, автор многочисленных портретов, пейзажей, натюрмортов. Создал целый ряд портретов выдающихся политических деятелей Германии, в числе которых Фридрих Эберт, Густав Штреземан, Вилли Брандт, Вальтер Шеель. 
В 1991 году в Берлине прошла последняя прижизненная выставка Загрекова.
Загреков был женат трижды (с 1919 по 1942 — на Гертруде Галлер, с 1944 по 1946 — на Анне-Марии Хан, с 1948 — на Розе Дулер, вдове художника Бугле), но детей не имел.
Художник скончался 13 июля 1992 года в собственном доме в Берлине на 95-году жизни. Похоронен на кладбище «Ин-ден-Киссельн» в берлинском районе Шпандау.
После смерти художника было создано Общество друзей Загрекова, а дом стал действующим домом-музеем художника, что является уникальным случаем для русского зарубежья .

## Архитектурная деятельность

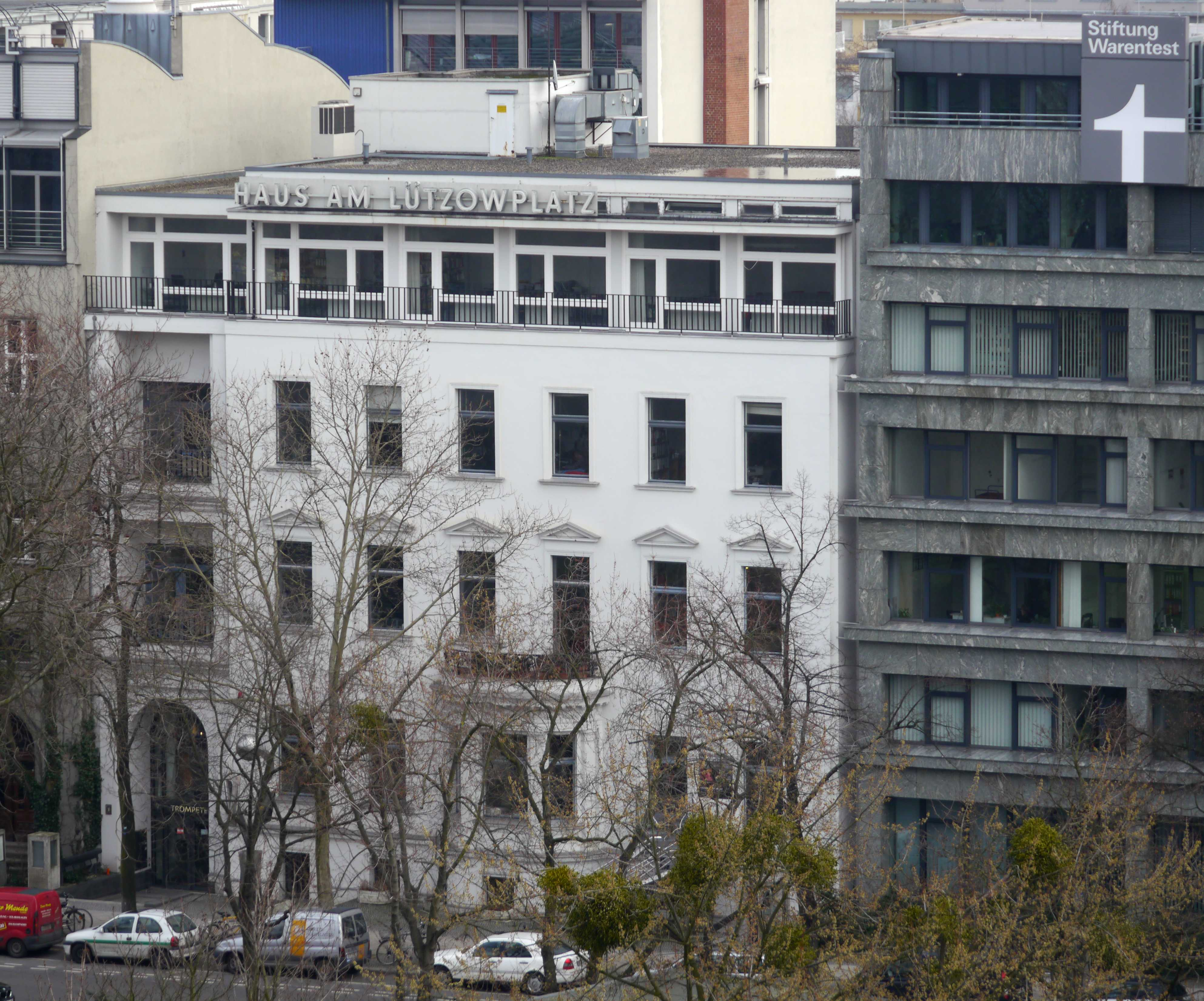
Дом на Лютцовплац

С середины 1930-х годов Загреков начал заниматься архитектурной деятельностью.
Наиболее известными его сооружениями, сохранившимися поныне, стали:
- собственный дом художника в Берлине в районе Шпандау (Berlin-Spandau, Seegefelder Str., 216; 1930-е). На первом этаже трехэтажного особняка расположились художественная мастерская и картинная галерея. В настоящий момент — дом-музей Архивная копия от 26 марта 2015 на Wayback Machine.
- Дом Союза берлинских художников на Лютцовплац (Lützowplatz, 9; 1945—1949) — Haus am Lützowplatz (Lützowplatz, 9; 1945—1949), почти разрушенный во времена второй мировой войны. По инициативе Загрекова и под его руководством Дом Союза был реконструирован и стал крупным культурным центром Берлина;
- Другой значительной архитектурно-градостроительной работой является генеральный план и застройка жилого квартала по ул. Глокентурмштрассе, 20-28 (Glockenturmstrasse, Berlin-Charlottenburg), реализованная в 1958—1964. Квартал состоит из 5 двухэтажных блокированных домов типа таунхаусов. Квартал полностью сохранился.

Нереализованные проекты:
- проект вокзала Хеерштрассе (1939);
- 5 проектных вариантов собственной художественной школы в районе Glockenturmstrasse (1933, 1948, 1952, 1953, 1966);
- эскизы Шарлоттенбургского дворца (1952) и дворца Бельвю в Берлине (1957);
- многосемейный дом на Лаутерштрассе (1954);
- производственные помещения на Глазовер-штрассе (1959)[1].

Также Загреков участвовал в архитектурном конкурсе на проект Немецкого музея в Мюнхене (1927) и в разработке эскизов таунхаусов в Бильдхауэр (угол Шрифтзетцервег, 1956, переработаны другим архитектором).

## Признание после смерти
Долгие годы художник оставался неизвестным на родине. В XXI веке начинается его возвращение в Россию. Осенью 2005 года 5 произведений Загрекова были переданы в дар Государственному Русскому музею («„Герта“ нападает. С мячом — Ганне». (1930); «Портрет жены» (начало 1930-х); «Крестьянин с косой» (1927), графика — «Метатель копья на Олимпийских играх» (1930-е) и «Ганне с мячом» (1930). В 2007 году картина Николая Загрекова «Девушка с рейсшиной» включена в постоянную экспозицию XX века Третьяковской галереи. Авторское повторение этой картины находится в частной коллекции Шалвы Бреуса.
Начиная с 2004 года проводятся следующие персональные выставки Загрекова, а также групповые выставки в участием его произведений:
- В 2004 году в рамках года культуры Германии в России — ретроспективная выставка «Николай Загреков: возвращение в Россию», Государственная Третьяковская галерея и Государственный Русский музей;
- 2005 год — выставка в Музее Русского искусства (TMORA);
- 2006 год — выставка в Доме русского зарубежья имени Александра Солженицына;
- 2007 год — «Новая вещественность Николая Загрекова и русские художники», галерея «Наши художники» (Москва);
- 2008 год — «Гламур! Девчонка становится дамой», Georg-Kolbe-Museum, Берлин (Германия);
- 2011 год — «Машков — Загреков. Учитель и ученик», Волгоградский музей изобразительных искусств им. И. И. Машкова;
- 23 сентября 2011 года — закрытый показ «Загреков вернулся» в рамках параллельной программы Международной художественной ярмарки Арт-Москва
- Лето 2012 года — «Николай Загреков и русский Берлин Архивная копия от 26 июля 2012 на Wayback Machine», Мультимедиа Арт Музей, Москва;
- 2012—2013 год — «Körperkultur. Культура тела в Германии и СССР, 1910—1930-е», галерея «Ар Деко» (Москва);
- 2013 год — «Русский экспрессионизм: Григорьев, Анненков, Ланской, Загреков», Международная арт-галерея 'Эритаж (Москва);
- 2013 год — экспозиция в рамках Art Paris Art Fair 2013 (Париж);
- 2013 год — «Спорт. Здоровье. Красота», Государственный музей изобразительных искусств Республики Татарстан (Казань);
- 2013 год — серия выставок в рамках Всероссийского выставочного проекта «Искусство быть первым» (под эгидой Года Музеев Культурной Олимпиады «Сочи 2014»);
- 2013 год — выставка «Образ эпохи», Государственный исторический музей-заповедник «Горки Ленинские»;
- 2014 год — «Советский спорт», Институт русского реалистического искусства/ГУМ.

Сегодня произведения Николая Загрекова хранятся в ГТГ, ГРМ, Волгоградском музее изобразительных искусств, Берлинской галерее, Доме-музее Н. Загрекова в Берлине, частных коллекциях в Германии, России, Англии, Франции, Италии, США и других странах.
Вместе с тем встречаются оценки творчества Загрекова как «абсолютно компромиссного», где «равно годящимся для Сталина и Вилли Брандта языком можно выразить всё, что надо любой подвернувшейся под руку власти».